# Цзінчжоу
Цзінчжоу (спрощ.: 荆州; піньїнь: Jīngzhōu) — міський округ у китайській провінції Хубей.

## Географія
Префектура займає південь провінції, простягається уздовж Янцзи.

### Клімат
Місто знаходиться у зоні, котра характеризується вологим субтропічним кліматом. Найтепліший місяць — липень із середньою температурою 28.4 °C (83.1 °F). Найхолодніший місяць — січень, із середньою температурою 4.3 °С (39.7 °F).
| Клімат Цзінчжоу         | Клімат Цзінчжоу | Клімат Цзінчжоу | Клімат Цзінчжоу | Клімат Цзінчжоу | Клімат Цзінчжоу | Клімат Цзінчжоу | Клімат Цзінчжоу | Клімат Цзінчжоу | Клімат Цзінчжоу | Клімат Цзінчжоу | Клімат Цзінчжоу | Клімат Цзінчжоу | Клімат Цзінчжоу |
| Показник                | Січ.            | Лют.            | Бер.            | Квіт.           | Трав.           | Черв.           | Лип.            | Серп.           | Вер.            | Жовт.           | Лист.           | Груд.           | Рік             |
| Середня температура, °C | 4,3             | 5,8             | 10,5            | 16,5            | 21,8            | 25,6            | 28,4            | 28,1            | 23,3            | 17,9            | 12              | 6,3             | 16,7            |
| Норма опадів, мм        | 26.6            | 40.2            | 77.9            | 116.7           | 149             | 164.1           | 156.6           | 128             | 87.1            | 82.8            | 52.3            | 25.3            | 1106.6          |
| Днів з опадами          | 10,4            | 11              | 13,9            | 15,3            | 14,3            | 12,8            | 11,8            | 11,3            | 11,8            | 12,8            | 12              | 10,5            | 147,9           |
| Вологість повітря, %    | 73.3            | 74              | 75.4            | 76.8            | 75.7            | 75.8            | 76.9            | 76.1            | 76.2            | 76.6            | 76.1            | 73.6            | 75.5            |
| ----------------------- | --------------- | --------------- | --------------- | --------------- | --------------- | --------------- | --------------- | --------------- | --------------- | --------------- | --------------- | --------------- | --------------- |
| Джерело: Weatherbase    |                 |                 |                 |                 |                 |                 |                 |                 |                 |                 |                 |                 |                 |

## Адміністративний поділ
Міський округ поділяється на 2 райони, 4 міста й 2 повіти:
| Карта                                                    | Карта    | Карта    | Карта            |
| -------------------------------------------------------- | -------- | -------- | ---------------- |
| Цзінчжоу Шаши Цзянлін Гун'ань Цзяньлі Сунцзи Шишоу Хунху |          |          |                  |
| Статус                                                   | Назва    | Оригінал | Населення (2020) |
| Район                                                    | Цзінчжоу | 荆州     | 563 398          |
| Район                                                    | Шаши     | 沙市     | 504 893          |
| Міський повіт                                            | Сунцзи   | 松滋     | 654 762          |
| Міський повіт                                            | Хунху    | 洪湖     | 698 188          |
| Міський повіт                                            | Цзяньлі  | 监利     | 1 120 822        |
| Міський повіт                                            | Шишоу    | 石首     | 473 707          |
| Повіт                                                    | Цзянлін  | 江陵     | 468 276          |
| Повіт                                                    | Гун'ань  | 公安     | 747 134          |